# Telephanus blairi
Telephanus blairi es una especie de coleóptero de la familia Silvanidae.

## Distribución geográfica
Habita en Granada (país).